# Francesco Cieco da Ferrara
Francesco Cieco da Ferrara, egentligen med efternamnet Bello, men kallad Cieco ("den blinde"), på grund av en senare uppkommen blindhet, var en italiensk poet under slutet av 1400-talet.
Ciceco da Ferrara är författare till Mambriano, en riddardikt i 45 sånger. Ett tydligt inflytande från Matteo Maria Boiardo kan ses i hans verk. Mest betydelsefulla är de 7 noveller, som finns insprängda i dikten.
Diktverket trycktes första gången 1549.